# Xã Roscoe, Quận Winnebago, Illinois
Xã Roscoe (tiếng Anh: Roscoe Township) là một xã thuộc quận Winnebago, tiểu bang Illinois, Hoa Kỳ. Năm 2010, dân số của xã này là 19.694 người.